# Kenbuchi
Kenbuchi (剣淵町?) è una cittadina giapponese della prefettura di Hokkaidō.